# Добртеша вас
Добртеша вас (словен. Dobrteša vas) је некадашње насеље у општини Жалец, Савињска регија, Словенија.

## Историја
До територијалне реорганизације у Словенији била је у саставу старе општине Жалец. 1999. године насеље је укинуто и припојено насељу Шемпетер в Савињски долини.

## Становништво
| Број становника према пописима |
| ------------------------------ |
| 1991                           |
| 994                            |

Напомена: Године 1999. укинут и припојен насељу Шемпетер в Савињски долини.